# Liste der Einträge im National Register of Historic Places im Door County

Lage des Door County in Wisconsin

Die Liste der Einträge im National Register of Historic Places im Door County in Wisconsin führt alle Bauwerke und historischen Stätten im Door County auf, die in das National Register of Historic Places aufgenommen wurden.

## Legende
| NRHP | Historic Place             |
| HD   | Historic District          |
| NHL  | National Historic Landmark |

## Aktuelle Einträge
| [ 2 ] | Name                                                                                     | Bild                                                                                     | Eintragsdatum                 | Lage | Ort                       | Beschreibung |
| ----- | ---------------------------------------------------------------------------------------- | ---------------------------------------------------------------------------------------- | ----------------------------- | --- | ------------------------- | --- |
| 1     | Anderson Dock Historic District                                                          | Anderson Dock Historic District                                                          | 1985 ID-Nr. 85001249          | Abgegrenzt durch Anderson Lane und North Water Street 45° 9′ 43″ N, 87° 10′ 19″ W                                                        | Ephraim                   | Der norwegische Einwanderer Aslag Anderson legte 1858 einen Landeplatz für Last- und Passagierschiffe an Daraus entstanden eine Reihe von Geschäften, Lagerhäusern und weiteren Gewerbebetrieben |
| 2     | Australasia (Schiffswrack)                                                               | Australasia (Schiffswrack)                                                               | 2013 ID-Nr. 13000466          | Im Michigansee, rund 400 m südöstlich des Whitefish Dunes State Park 44° 55′ 19,9″ N, 87° 11′ 13,2″ W                                    | Town of Sevastopol        | 1884 gebauter hölzerner Schüttgutfrachter, der Salz, Weizen, Kohle und andere Güter von Duluth, Minnesota nach Buffalo und Cleveland transportierte; 1896 nach einem Brand gesunken |
| 3     | Baileys Harbor Range Light                                                               | Baileys Harbor Range Light                                                               | 1989 ID-Nr. 89001466          | Abgegrenzt durch County Highway Q, Ridges Road und WIS 57 45° 4′ 19″ N, 87° 7′ 13″ W                                                     | Town of Baileys Harbor    | 1869 errichtete Richtfeuer für die Hafeneinfahrt von Baileys Harbor; bis 1969 in Betrieb |
| 4     | Baileys Harbor Town Hall-McArdle Library                                                 | Baileys Harbor Town Hall-McArdle Library                                                 | 2000 ID-Nr. 00000408          | 2392 County Highway F 45° 3′ 58″ N, 87° 7′ 28″ W                                                                                         | Town of Baileys Harbor    | 1937 im Colonial Revival-Stil errichtetes Rathaus |
| 5     | Bohjanen's Door Bluff Pictographs                                                        |                                                                                          | 1993 ID-Nr. 93000881          | Adresse nicht veröffentlicht | Town of Liberty Grove     | |
| 6     | J.B. Bouche House                                                                        | J.B. Bouche House                                                                        | 2004 ID-Nr. 04000411          | 9697 Scholl Road 44° 44′ 2″ N, 87° 37′ 15″ W                                                                                             | Brussels                  | 1880 errichtetes Farmhaus |
| 7     | Bullhead Point Historical and Archeological District                                     | Bullhead Point Historical and Archeological District                                     | 2003 ID-Nr. 03000167          | North Duluth Avenue 44° 50′ 37″ N, 87° 23′ 43″ W                                                                                         | Sturgeon Bay              | Im flachen Wasser sichtbare Reste von drei 1931 gesunkenen Schiffen: dem Dampfer Empire State, dem Schoner Oak Leaf und dem Schoner Ida Corning |
| 8     | Cana Island Lighthouse                                                                   | Cana Island Lighthouse                                                                   | 1976 ID-Nr. 76000201          | Ostufer von Cana Island 45° 5′ 18″ N, 87° 2′ 54″ W                                                                                       | Town of Baileys Harbor    | 1869 errichteter Leuchtturm mit Wohnhaus des Leuchtturmwärters |
| 9     | Cardy Site                                                                               |                                                                                          | 2010 ID-Nr. 10000197          | Adresse nicht veröffentlicht | Sturgeon Bay              | Lagerplatz von Paläoindianern am Ende der letzten Eiszeit |
| 10    | Carnegie Free Library                                                                    | Carnegie Free Library                                                                    | 1988 ID-Nr. 88003069          | 354 Michigan Street 44° 50′ 6″ N, 87° 22′ 32″ W                                                                                          | Sturgeon Bay              | 1912 im neoklassizistischen Stil errichtete Carnegie-Bibliothek |
| 11    | Chambers Island Lighthouse                                                               | Chambers Island Lighthouse                                                               | 1975 ID-Nr. 75000063          | Chambers Island 45° 12′ 5″ N, 87° 21′ 50″ W                                                                                              | Town of Gibraltar         | 1868 aus Ziegeln errichteter Leuchtturm mit Leuchtturmwärterhaus |
| 12    | CHRISTINA NILSSON (Schiffswrack)                                                         | CHRISTINA NILSSON (Schiffswrack)                                                         | 2003 ID-Nr. 03000668          | Michigansee, südöstlich von Baileys Harbor 45° 3′ 23″ N, 87° 5′ 52″ W                                                                    | Town of Baileys Harbor    | 1871 gebauter Schoner, der nach der schwedischen Opernsängerin Christine Nilsson benannt wurde; 1884 bei einem Sturm auf ein Riff aufgelaufen und gesunken |
| 13    | Church of the Atonement                                                                  | Church of the Atonement                                                                  | 1985 ID-Nr. 85000487          | Fire No. 9410 45° 7′ 41″ N, 87° 14′ 58″ W                                                                                                | Fish Creek                | 1878 im Stil der Carpenter Gothic errichtete Kirche |
| 14    | Clafin Point Site                                                                        |                                                                                          | 2000 ID-Nr. 99001660          | Adresse nicht veröffentlicht | Town of Gardner           | Wrack eines unter ungeklärten Umständen gesunkenen Schiffes |
| 15    | The Clearing                                                                             | The Clearing                                                                             | 1974 ID-Nr. 74000080          | Abseits des WIS 42 45° 15′ 48″ N, 87° 4′ 25″ W                                                                                           | Ellison Bay               | 1935 gegründetes Bildungszentrum des aus Dänemark stammenden Landschaftsarchitekten Jens Jensen |
| 16    | Cupola House                                                                             | Cupola House                                                                             | 1979 ID-Nr. 79000073          | 7836 Egg Harbor Road 45° 3′ 6″ N, 87° 16′ 48″ W                                                                                          | Egg Harbor                | 1871 im Italianate und im neugotischen Stil errichtetes Wohnhaus des Kaufmanns Levi Thorp; behergt heute mehrere Geschäfte |
| 17    | August Draize Farmstead                                                                  | August Draize Farmstead                                                                  | 2004 ID-Nr. 04000398          | 814 Tru-Way Road 44° 42′ 37″ N, 87° 39′ 1″ W                                                                                             | Town of Union             | 1880 errichtetes Farmhaus mit Nebengebäuden |
| 18    | Eagle Bluff Lighthouse                                                                   | Eagle Bluff Lighthouse                                                                   | 1970 ID-Nr. 70000032          | im Peninsula State Park 45° 9′ 35″ N, 87° 14′ 11″ W                                                                                      | Town of Gibraltar         | 1868 errichteter Leuchtturm |
| 19    | Ephraim Moravian Church                                                                  | Ephraim Moravian Church                                                                  | 1985 ID-Nr. 85000662          | 9970 Moravia Street 45° 9′ 17″ N, 87° 10′ 7″ W                                                                                           | Ephraim                   | 1857 errichtete Kirche mährischer Einwanderer; 1883 von Seeufer auf eine Hügelkuppe umgesetzt |
| 20    | Ephraim Village Hall                                                                     | Ephraim Village Hall                                                                     | 1985 ID-Nr. 85000663          | 9996 South Water Street 45° 9′ 22″ N, 87° 10′ 16″ W                                                                                      | Ephraim                   | 1927 im Stil des Arts and Crafts Movement aus Kalksteinen errichtetes Rathaus und Gemeindezentrum |
| 21    | Joachine J. Falque House                                                                 | Joachine J. Falque House                                                                 | 2004 ID-Nr. 04000407          | 1059 County Highway C 44° 43′ 19″ N, 87° 37′ 17″ W                                                                                       | Town of Brussels          | 1880 errichtetes Farmhaus |
| 22    | FLEETWING (Schiffswrack)                                                                 |                                                                                          | 2001 ID-Nr. 01000734          | Adresse nicht veröffentlicht | Town of Liberty Grove     | 1867 gebauter Schoner; 1888 in einem Sturm auf Grund gelaufen und gesunken |
| 23    | FRANK O'CONNOR (Schiffswrack)                                                            | FRANK O'CONNOR (Schiffswrack)                                                            | 1994 ID-Nr. 94000656          | Adresse nicht veröffentlicht | Town of Liberty Grove     | 1892 gebauter Frachter; 1919 nach Brand gesunken |
| 24    | Free Evangelical Lutheran Church-Bethania Scandinavian Evangelical Lutheran Congregation | Free Evangelical Lutheran Church-Bethania Scandinavian Evangelical Lutheran Congregation | 1985 ID-Nr. 85000664          | 3028 Church Street 45° 9′ 20″ N, 87° 10′ 8″ W                                                                                            | Ephraim                   | 1882 im neugotischen Stil errichtete Kirche skandinavischer Einwanderer |
| 25    | Gibraltar District School No. 2                                                          | Gibraltar District School No. 2                                                          | 1985 ID-Nr. 85001250          | 9988 Moravia Street 45° 9′ 22″ N, 87° 10′ 7″ W                                                                                           | Ephraim                   | 1868 in Balloon Frame-Bauweise errichtetes Schulgebäude; diente bis in die 1980er Jahre als Schule und heute Museum |
| 26    | Globe Hotel                                                                              | Globe Hotel                                                                              | 1982 ID-Nr. 82000663          | 8090 Main Street 45° 3′ 47″ N, 87° 7′ 26″ W                                                                                              | Baileys Harbor            | 1867 im Stil des Greek Revival errichtetes Hotel |
| 27    | GREEN BAY (Schiffswrack)                                                                 |                                                                                          | 2009 ID-Nr. 09000952          | Im Michigansee, südlich von Sturgeon Bay Adresse nicht veröffentlicht                                                                    | Town of Sevastopol        | Unidentifizierte zwischen 1840 und 1860 gebaute Schaluppe |
| 28    | Hillside Hotel                                                                           | Hillside Hotel                                                                           | 1985 ID-Nr. 85000665          | 9980 South Water Street 45° 9′ 19″ N, 87° 10′ 10″ W                                                                                      | Ephraim                   | Um 1900 errichtetes Hotel |
| 29    | IRIS (Schiffswrack)                                                                      |                                                                                          | 2006 ID-Nr. 06000638          | Im Michigansee vor Washington Island 45° 24′ 2,9″ N, 86° 51′ 12″ W                                                                       | Town of Washington        | 1866 gebauter Schoner; 1913 auf Grund gelaufen |
| 30    | Jacksonport Wharf Archeological District                                                 |                                                                                          | 2012 ID-Nr. 12000053          | Abseits des County Highway V am Lakeside Park im Michigansee 44° 58′ 42,9″ N, 87° 10′ 59,6″ W                                            | Town of Jacksonport       | Reste von Kaianlagen, die 1848 zur Holzverladung angelegt wurden; zudem Reste mehrerer gesunkener Schiffe |
| 31    | Jischke's Meat Market                                                                    | Jischke's Meat Market                                                                    | 1986 ID-Nr. 86002306          | 414 Maple Drive 45° 11′ 16″ N, 87° 7′ 26″ W                                                                                              | Sister Bay                | 1902 errichtete Fleischerei des deutschen Frank Jischke und seiner Familie |
| 32    | Joint Brussels and Garner District School Number One                                     | Joint Brussels and Garner District School Number One                                     | 2004 ID-Nr. 04000408          | 8571 State Highway 57 44° 45′ 42″ N, 87° 32′ 57″ W                                                                                       | Town of Brussels          | 1910 im neoklassizistischen Stil errichtetes Schulgebäude |
| 33    | JOYS (Schiffswrack)                                                                      | JOYS (Schiffswrack)                                                                      | 2007 ID-Nr. 07001218          | Im Michigansee, rund 15 m westlich des Sunset Park 44° 51′ 4″ N, 87° 23′ 21″ W                                                           | Sturgeon Bay              | 1884 gebauter Dampfer; 1898 durch Feuer zerstört und gesunken |
| 34    | L. A. Larson & Co. Store                                                                 | L. A. Larson & Co. Store                                                                 | 1985 ID-Nr. 85001357          | 306 South 3rd Avenue 44° 49′ 55″ N, 87° 22′ 25″ W                                                                                        | Sturgeon Bay              | 1875 im Italianate-Stil errichtetes Bürohaus |
| 35    | Little Lake Archeological District                                                       |                                                                                          | 2002 ID-Nr. 02000147          | Adresse nicht veröffentlicht | Town of Washington        | Siedlung und Begräbnisstätte aus der Woodland-Periode |
| 36    | LOUISIANA (Schiffswrack)                                                                 | LOUISIANA (Schiffswrack)                                                                 | 1992 ID-Nr. 92000104          | Im Michigansee, vor Washington Island Adresse nicht veröffentlicht                                                                       | Town of Washington Island | 1887 gebauter Frachtdampfer; 1913 mit einer Eisenerzladung bei einem Schneesturm auf Grund gelaufen und gesunken |
| 37    | Louisiana Street/Seventh Avenue Historic District                                        | Louisiana Street/Seventh Avenue Historic District                                        | 1983 ID-Nr. 83003372          | Abgegrenzt durch Louisiana Street, Kentucky Street, North 5th Avenue, North 7th Avenue und North 8th Avenue 44° 50′ 13″ N, 87° 22′ 19″ W | Sturgeon Bay              | Historisches Stadtviertel mit 28 zwischen 1890 und 1920 errichteten Gebäuden |
| 38    | MERIDIAN (Schiffswrack)                                                                  |                                                                                          | 1996 ID-Nr. 96000294          | Adresse nicht veröffentlicht | Sister Bay                | 1848 gebauter Schoner; 1873 gesunken |
| 39    | Joseph Monfils Farmstead                                                                 | Joseph Monfils Farmstead                                                                 | 2004 ID-Nr. 04000409          | 1463 Dump Road 44° 44′ 29″ N, 87° 34′ 50″ W                                                                                              | Town of Brussels          | 1921 errichtete Farm |
| 40    | Murphy Farms Number 1                                                                    |                                                                                          | 2012 ID-Nr. 12000314          | 7195, 7199, 7203, 7207, 7212 und 7213 Horseshoe Bay Road 45° 1′ 11,9″ N, 87° 19′ 40,3″ W                                                 | Egg Harbor                | Zwischen 1918 und 1925 von den Millionären Frank und Eldridge Murphy errichtete Schaufarm |
| 41    | Namur Belgian-American District                                                          | Namur Belgian-American District                                                          | 1989 ID-Nr. 87002553          | Abgegrenzt durch County Highway K, Brussels Road, WIS 57, Belgian Drive und das Ufer der Green Bay 44° 45′ 2″ N, 87° 39′ 58″ W           | Namur                     | Historischer Distrikt französischsprachiger belgischer Einwanderer mit 261 zwischen 1871 und 1930 errichteten Gebäuden |
| 42    | Alexander Noble House                                                                    | Alexander Noble House                                                                    | 23. Feb. 1996 ID-Nr. 96000159 | 4167 WIS 42 45° 7′ 39″ N, 87° 14′ 48″ W                                                                                                  | Fish Creek                | 1875 im Stil des Greek Revival errichtetes Farmhaus von Alexander Noble, einem Schmied, Farmer, Posthalter und Mitbegründer von Fish Creek; heute Museum |
| 43    | OCEAN WAVE (Schiffswrack)                                                                | OCEAN WAVE (Schiffswrack)                                                                | 2006 ID-Nr. 06000639          | 2 mi. off Whitefish Point 44° 53′ 7″ N, 87° 9′ 8″ W                                                                                      | Town of Sewastopol        | 1860 gebauter Schoner; 1869 in einem Sturm mit einer Ladung Kalksteinen gesunken |
| 44    | Peter Peterson House                                                                     | Peter Peterson House                                                                     | 1985 ID-Nr. 85000666          | 10020 North Water Street 45° 9′ 28″ N, 87° 10′ 14″ W                                                                                     | Ephraim                   | Wohnhaus des norwegischen Einwanderers Peter Petersen |
| 45    | Pilot Island Light                                                                       | Pilot Island Light                                                                       | 1983 ID-Nr. 83004279          | Pilot Island 45° 17′ 3″ N, 86° 55′ 10″ W                                                                                                 | Town of Washington        | 1858 errichteter Leuchtturm mit Leuchtturmwärterhaus auf der Insel Pilot Island am Ostausgang der Porte des Morts, der Passage zwischen der Door-Halbinsel und der Insel Washington Island |
| 46    | Pilot Island NW Site                                                                     | Pilot Island NW Site                                                                     | 1992 ID-Nr. 92000103          | Adresse nicht veröffentlicht | Town of Washington        | Wracks von drei an der Nordwestküste von Pilot Island gestrandeten Schiffen |
| 47    | Plum Island Life-Saving and Light Stations                                               | Plum Island Life-Saving and Light Stations                                               | 2010 ID-Nr. 10000385          | Plum Island 45° 18′ 44″ N, 86° 56′ 53″ W                                                                                                 | Town of Washington        | 1846 errichtete erste Richtfeuer für die Passage der Porte des Morts, die 1858 nach Pilot Island verlegt wurden; 1896 wurden neue Leuchtfeuer und ein Nebelhorn installiert sowie eine Rettungsstation und ein Leutturmwärterhaus errichtet                                                                                       |
| 48    | Plum Island Range Rear Light                                                             | Plum Island Range Rear Light                                                             | 1984 ID-Nr. 84003659          | Plum Island 45° 18′ 28″ N, 86° 57′ 28″ W                                                                                                 | Town of Washington        | 1897 installiertes Richtfeuer für die Passage der Porte des Morts |
| 49    | Porte des Morts Site                                                                     | Porte des Morts Site                                                                     | 1976 ID-Nr. 76000058          | Adresse nicht veröffentlicht | Town of Washington        | Prähistorischer Lagerplatz am Seeufer aus der Zeit der Woodland-Periode und der Mississippi-Kultur mit Funden von Werkzeug und Keramik |
| 50    | Pottawatomie Lighthouse                                                                  | Pottawatomie Lighthouse                                                                  | 1979 ID-Nr. 79000074          | Nordwestliche Küste von Rock Island 45° 25′ 40″ N, 86° 49′ 42″ W                                                                         | Town of Washington        | 1858 errichteter Leuchtturm mit Leuchtturmwärterhaus; bis 1988 in Betrieb |
| 51    | Rock Island Historic District                                                            | Rock Island Historic District                                                            | 1972 ID-Nr. 72000050          | Rock Island 45° 24′ 27″ N, 86° 49′ 21″ W                                                                                                 | Town of Washington        | Siedlungsstätte aus der Zeit der mittleren Woodland-Periode bis zur Epoche der Potawatomi und Odawa |
| 52    | Sherwood Point Light                                                                     | Sherwood Point Light                                                                     | 1984 ID-Nr. 84003663          | Sherwood Point Road 44° 53′ 34″ N, 87° 25′ 59″ W                                                                                         | Idlewild                  | 1883 errichteter Leuchtturm mit Leuchtturmwärterhaus an der Hafeneinfahrt von Sturgeon Bay |
| 53    | Sturgeon Bay Bridge                                                                      | Sturgeon Bay Bridge                                                                      | 2008 ID-Nr. 07001420          | Michigan Street 44° 49′ 55″ N, 87° 22′ 52″ W                                                                                             | Sturgeon Bay              | 1931 errichtete Klappbrücke über die Sturgeon Bay |
| 54    | Sturgeon Bay Canal Light                                                                 | Sturgeon Bay Canal Light                                                                 | 1984 ID-Nr. 84003666          | Sturgeon Bay Canal 44° 47′ 42″ N, 87° 18′ 46″ W                                                                                          | Sturgeon Bay              | 1898 bis 1903 errichteter Leuchtturm an der östlichen Einfahrt zum Sturgeon Bay Ship Canal |
| 55    | Sturgeon Bay Post Office                                                                 | Sturgeon Bay Post Office                                                                 | 2000 ID-Nr. 00001237          | 359 Louisiana Avenue 44° 50′ 7″ N, 87° 22′ 33″ W                                                                                         | Sturgeon Bay              | 1937 aus Ziegeln und Kalkstein im Stil der Moderne errichtetes Postamt |
| 56    | Third Avenue Historic District                                                           | Third Avenue Historic District                                                           | 1983 ID-Nr. 83004282          | Abgegrenzt durch Kentucky Street, North 2nd Avenue, North 3rd Avenue und South 3rd Avenue 44° 50′ 5″ N, 87° 22′ 36″ W                    | Sturgeon Bay              | Gemischter Wohn- und Geschäftsbezirk, der unter anderem ein 1872 errichtetes Eisenwarengeschäft, den in den 1880er und 1890er Jahren im Queen Anne-Stil bebauten Wegener Business Block die 1906 errichtete Merchant's Exchange Bank und den 1935 im Stil der Streamline-Moderne errichteten George Draeb Jewelry Store enthalten |
| 57    | Thordarson Estate Historic District                                                      | Thordarson Estate Historic District                                                      | 1985 ID-Nr. 85000641          | Rock Island State Park 45° 24′ 39″ N, 86° 49′ 43″ W                                                                                      | Town of Washington        | Verschiedene zwischen 1910 und 1935 errichtete Gebäude auf dem Anwesen des isländischen Einwanderers Chester Thordarson |
| 58    | Freeman and Jesse Thorp House and Cottages                                               | Freeman and Jesse Thorp House and Cottages                                               | 1997 ID-Nr. 97000887          | 4135 Bluff Street 45° 7′ 36″ N, 87° 14′ 40″ W                                                                                            | Fish Creek                | 1902 im Queen Anne-Stil errichtetes Wohnhaus, zu dem in den 1940er Jahren noch sechs Touristenhütten hinzukamen; heute Bed and Breakfast |
| 59    | Louis Vangindertahlen House                                                              | Louis Vangindertahlen House                                                              | 2004 ID-Nr. 04000410          | 1514 Dump Road 44° 44′ 38″ N, 87° 34′ 47″ W                                                                                              | Town of Brussels          | 1921 errichtetes Wohnhaus |
| 60    | Vorous General Store                                                                     | Vorous General Store                                                                     | 1997 ID-Nr. 97000429          | 4153 WIS 42 45° 7′ 39″ N, 87° 14′ 47″ W                                                                                                  | Fish Creek                | 1895 im Italianate-Stil errichteter Gemischtwarenladen; später als Autowerkstatt und als Postamt genutzt |
| 61    | Water Tower                                                                              | Water Tower                                                                              | 1985 ID-Nr. 85000640          | Rock Island State Park 45° 24′ 44″ N, 86° 48′ 23″ W                                                                                      | Town of Washington        | 1929 errichteter steinerner Wasserturm |
| 62    | Welcker's Resort Historic District                                                       | Welcker's Resort Historic District                                                       | 1997 ID-Nr. 97000328          | Abgegrenzt durch Cottage Row, Maple Street, Cedar Street und Main Street 45° 7′ 42″ N, 87° 14′ 59″ W                                     | Town of Gibraltar         | 1907 errichteter Hotelkomplex, zu dem heute eine Reihe weiterer Gebäude gehören |
| 63    | Whitefish Dunes-Bay View Site                                                            | Whitefish Dunes-Bay View Site                                                            | 1990 ID-Nr. 90001960          | Whitefish Dunes State Park Adresse nicht veröffentlicht                                                                                  | Town of Sevastopol        | Verschiedene Fundstücke aus präkolumbischer Zeit |
| 64    | William Zachow Farmstead                                                                 | William Zachow Farmstead                                                                 | 1997 ID-Nr. 96001578          | 9533 WIS 57 45° 8′ 1″ N, 87° 7′ 57″ W | Town of Baileys Harbor    | 1896 von William Zachow errichtete Scheune und Farmhaus; heute Kunstgalerie Alchemy Fields |
| 65    | Albert Zahn House                                                                        | Albert Zahn House                                                                        | 2000 ID-Nr. 00000492          | 8223 WIS 57 45° 4′ 15″ N, 87° 7′ 24″ W                                                                                                   | Town of Baileys Harbor    | 1924 errichtetes Wohnhaus |
| 66    | August Zahn Blacksmith Shop and House                                                    | August Zahn Blacksmith Shop and House                                                    | 2000 ID-Nr. 00000455          | 8152 WIS 57 45° 4′ 0″ N, 87° 7′ 26″ W | Town of Baileys Harbor    | 1905 errichtete Schmiede und 1912 errichtetes Wohnhaus, das heute als Gaststätte Blacksmith Inn dient |

## Frühere Einträge
| [ 2 ] | Name                            | Bild                            | Eintragsdatum        | Lage                                              | Ort              | Beschreibung |
| ----- | ------------------------------- | ------------------------------- | -------------------- | ------------------------------------------------- | ---------------- | --- |
| 1     | Frank and Clara Englebert House | Frank and Clara Englebert House | 2004 ID-Nr. 04000397 | 9390 Cemetery Road 44° 44′ 51″ N, 87° 35′ 58,9″ W | Town of Brussels | 1924 im Stil des Dutch Colonial Revival errichtetes Wohnhaus; nach einem Blitzschlag abgerissen und 2011 aus dem Register gestrichen |